# Some Kind of Monster (film)
Some Kind of Monster is een Amerikaanse muziekdocumentairefilm, uit 2004, rond de Amerikaanse metalgroep Metallica. De titel is afgeleid van het gelijknamige Metallica-nummer (en ep-single) "Some Kind of Monster" van het album St. Anger uit 2003.
De documentaire volgt de groep tijdens studiosessies en concerten. Ook worden conflicten binnen de band en met hun therapeut vastgelegd. Omdat sommige van deze momenten onbedoeld komisch overkomen heeft Some Kind of Monster ook buiten metalkringen een cultstatus verkregen.

## Bron
1. ↑  EISS, Jennifer, RUTTER, J.P., WHITE, Steve, 500 Essential Cult Movies: The Ultimate Guide, ILEX, 2010.